# Carlton Soccer Club
Il Carlton SC era una squadra di calcio australiana, fondata nel 1997.

## Storia
È arrivata seconda nella NSL al termine della sua prima stagione agonistica, 1997-1998.
La sua attività sportiva si è conclusa nel 2000 a causa del fallimento della società stessa.
Nei suoi pochi anni di vita ha comunque annoverato tra le sue file diversi giocatori che in seguito hanno fatto parte dei Socceroos come Mark Bresciano